# وزارة التجارة (العراق)
وزارة التجارة هي إحدى الوزارات في الحكومة العراقية.

## تاريخ الوزارة
كانت تسمى خلال العهد الملكي بوزارة الاقتصاد ومقرها في شارع الرشيد ببغداد، وفي عام 1963، وبعد ثورة 8 شباط، انتقلت من مكانها إلى بناية وزارة التخطيط الحالية في جانب الكرخ، ثم تحولت بعد عام 1963 إلى جانب الرصافة في بناية شركة إعادة التأمين الوطنية في ساحة الخلاني باسم وزارة الاقتصاد وأصبحت وزارتين الأولى وزارة التجارة الخارجية والثانية وزارة التجارة الداخلية، ولم تستمر هذه التسمية سوى ستة أشهر ثم دمجت الوزارتان وأصبحت وزارة واحدة باسم وزارة التجارة.

## وزراء سابقون
- عبد المجيد محمود القره غولي، وزير الاقتصاد في العهد الملكي
- إبراهيم كبة (1958-1959) - وزير الاقتصاد
- عبد اللطيف الشواف (1959-1960) - وزير التجارة
- ناظم الزهاوي (1960-1963)
- عبد العزيز الحافظ (1963-1965) - وزير الاقتصاد
- عبد الحميد الهلالي (1965-?) - وزير الاقتصاد الوطني
- حسن علي نصار العامري (1976 - 1987) - وزير التجارة الداخلية ثم وزير التجارة
- محمد مهدي صالح (1987 – 2003)
- علي علاوي (2003-2004)
- محمد مصطفى الجبوري (2004-2005)
- عبد الباسط كريم مولود
- عبد الكريم محمود المحمداوي (2005-2006)
- عبد الفلاح السوداني (2006-2009)
- روز نوري شاويس (2010-2011)
- خير الله حسن بابكر (2011-2014)
- ملاس الكسنزان (2014-2016)
- محمد شياع السوداني (2016) بالوكالة
- سلمان الجميلي (2017-2018) بالوكالة
- محمد هاشم عبد المجيد (2018-2020)
- علاء أحمد حسن عبيد (2020-2022)
- أثير داود سلمان الغريري (2022 إلى الآن)